# Milotice - letiště
Milotice - letiště este o arie protejată (arie specială de conservare — SAC, sit de importanță comunitară — SCI) din Republica Cehă întinsă pe o suprafață de 26,96 ha, integral pe uscat.

## Localizare
Centrul sitului Milotice - letiště este situat la coordonatele 48°58′48″N 17°07′29″E / 48.98°N 17.124722°E.

## Înființare
Situl Milotice - letiště a fost declarat sit de importanță comunitară în aprilie 2005 pentru a proteja 1 specie de animale. Situl a fost protejat și ca arie specială de conservare în decembrie 2014.

## Biodiversitate
Situată în ecoregiunea panonică, aria protejată nu include niciun habitat protejat.
La baza desemnării sitului se află o specie protejată de  mamifere: popândău (Spermophilus citellus).